# Robert G. Bartle
Robert Gardner Bartle (* 20. November 1927 in Kansas City, Missouri; † 18. September 2003 in Ann Arbor, Michigan) war ein US-amerikanischer Mathematiker, der sich mit Analysis und Funktionalanalysis befasste. Er ist für Analysis-Lehrbücher in den USA bekannt.
Bartle studierte am Swarthmore College (Bachelor-Abschluss 1947 mit Bestnoten) und wurde 1951 bei Lawrence M. Graves an der University of Chicago promoviert (Singular points of functional equations). 1951 bis 1955 war er an der Yale University und danach an der University of Illinois at Urbana-Champaign, wo er 1990 emeritierte. Danach war er Professor an der Eastern Michigan University bis 1998.
Er befasste sich vor allem mit Linearen Operatoren in Banachräumen, Spektraltheorie und Integrationstheorie. Auf Einladung von Nelson Dunford und Jacob Schwartz schrieb er ausführliche Bearbeitungskommentare für deren Buch Linear Operators. Bekannt waren seine Lehrbücher The Elements of Integration über das Lebesgue-Integral von 1966 und The Elements of Real Analysis von 1964.
Er war unter anderem Gastprofessor in Berkeley, Cambridge, am Imperial College in London, am Georgia Institute of Technology und der Rumänischen Akademie der Wissenschaften.
1976 bis 1978 und 1986 bis 1990 war er Herausgeber der Mathematical Reviews. Er war auch einige Zeit Herausgeber des Illinois Mathematics Journal.
Er war zweimal verheiratet und hatte aus erster Ehe zwei Söhne.

## Schriften
- The Elements of Real Analysis, Wiley 1964
- The Elements of Integration, Wiley 1966
- mit Donald R. Sherbert: Introduction to Real Analysis, Wiley 1982
- mit Cassius Ionescu-Tulcea: Calculus, Scott Foresman 1968
- mit Cassius Ionescu-Tulcea: An introduction to Calculus, Scott Foresman 1968
- mit Cassius Ionescu-Tulcea: Honors Calculus, Scott Foresman 1970
- The Modern Theory of Integration, AMS 2001
- Return to the Riemann Integral, American Mathematical Monthly, Band 103, 1996, S. 635–632 (erhielt den Lester Randolph Ford Award, er plädiert dafür, vom Lebesgue-Integral zum Riemann-ähnlichen Henstock-Kurzweil-Integral überzugehen)
- A brief history of the mathematical literature, AMS, 1990, pdf (Erschienen in einem Band zum 50-jährigen Jubiläum der Mathematical Reviews)